# マリバビル
マリバビル（英: Maribavir、MBV）はサイトメガロウイルス（CMV）感染症の治療に用いられる抗ウイルス薬。pUL97プロテインキナーゼ阻害薬としてCMVの複製を阻害する。適応は「臓器移植（造血幹細胞移植を含む）における既存の抗CMV療法に難治性のCMV感染症」。商品名リブテンシティ。開発コード1263W94。

## 薬学的知見

### 作用機序
マリバビルはL-ribofuranosylヌクレオシドであり、CMVのpUL97プロテインキナーゼに対するATPの結合を競合的に阻害し、ウイルスの複製を阻害する。 pUL97プロテインキナーゼは抗CMV薬ガンシクロビル（GCV）の活性化を担う酵素として知られるが、本来はウイルスや宿主細胞の様々な基質タンパク質のリン酸化を介し、CMVの複製過程における複数の段階（ウイルスDNAの複製、カプシド形成、カプシドの核外放出など）に関与する。マリバビルは既存薬とは作用標的が異なり、GCVやホスカルネットに対する主な耐性株であるウイルスDNAポリメラーゼ触媒サブユニットpUL54変異株に対しても抗ウイルス活性を示すことが報告されている。

### 薬物動態
経口投与後1.25時間で最高血中濃度に達し、半減期は単回投与で約5.5時間、1日2回投与により定常状態とした場合は8.8時間である。
主に肝でCYP3A4により代謝され、未変化体は2％未満。ほとんどが尿中排泄される。

## 使用法
CMVはヘルペスウイルス科のDNAウイルスであり、他のヘルペスウイルスと同様、宿主の免疫状態低下に伴い回帰発症する。臓器移植（solid organ transplantation、SOT）または造血幹細胞移植（hematopoietic stem cell transplant、HSCT）では、免疫抑制剤投与によるCMVの回帰発症が問題となることが多い。CMV感染症には従来よりDNAポリメラーゼ阻害薬のGCV、バルガンシクロビル、ホスカルネット、Cidofovir（日本未承認）が用いられてきた。またHSCT/SOT後のCMV感染症予防ではレテルモビルも使用される。マリバビルはこれら既存薬による治療効果が不十分な難治性のHSCT/SOT患者に対して投与され、初回治療に用いる薬剤ではない。
通常、成人にはマリバビルとして1回400 mgを1日2回経口投与する。
ただし中枢神経系のCMV感染症およびCMV網膜炎に対する有効性および安全性は未検討である。非臨床試験の結果から、本剤は血液脳関門を透過し得るものの、中枢神経系への通過量は低いと考えられる。

## 副作用
主な副作用は味覚異常、悪心、嘔吐、下痢、疲労。

## 禁忌・併用注意
pUL97プロテインキナーゼはヌクレオシドアナログの抗CMV薬であるGCVやバルガンシクロビル（VGCV）の活性化に関わる。マリバビルはこれらの薬剤の活性化を妨げるため、併用禁忌である。
また本薬はCYP3A4の代謝基質であり、さらにBCRP、P-gp依存的に排泄される。よってCYP3A4誘導能を有するリファンピシン、セイヨウオトギリソウ含有食品は本薬の有効性を低下させるため併用禁忌である。
その他CYP3A4、BCRP、P-gpの発現や活性に影響する種々の薬剤（タクロリムス、シクロスポリン、エベロリムス、シロリムス、フェニトイン、フェノバルビタール、カルバマゼピン、リファブチン、ロスバスタチン、ジゴキシン、サラゾスルファピリジン等）は併用注意とされている。

## 開発の経緯
マリバビルはHSC/骨髄移植（bone marrow transplants、BMT）患者におけるCMV感染症の発症予防と治療を目的として2003年にグラクソスミスクラインからViroPharmaにライセンス供与された。第Ⅱ相試験で良好な成績を示したものの、第Ⅲ相試験では投与量の設定の問題から開発目標を達成出来なかった。
第Ⅱ相試験ではHSCT/BMT患者において強力な予防効果を示した。移植後最初の 100 日間の治療企図解析では、未発症ながらCMV陽性で抗 CMV 療法を必要とする被験者の数は、プラセボと比較して統計的に有意な減少を示した。
ViroPharmaは同種幹細胞移植患者を対象にCMV感染症の予防投与に対する第Ⅲ相試験を行ったが、2009年2月、プラセボとの有意差を示すに至らなかったと発表した。
一方、既存の抗CMV治療に難治性または抵抗性のCMV感染/感染症を有するHSCTまたはSOT患者を対象とした多施設共同、非盲検、実薬対照試験による第III相検証試験（SOLSTICE試験）では、マリバビルの有効性および安全性が確認された。この臨床試験では、CMV陽性の352例の移植患者に対して8週間の治療が行われ、8週間後の血漿中のウイルスDNA量が測定限界以下のものを有効とした。マリバビル投与を受けた235例中、56%が検出限界以下であったのに対し、既存薬を投与された117例では検出限界以下は24%に留まった。
アメリカFood and Drug Administration（FDA）はマリバビルを希少疾患用医薬品、画期的治療薬として承認し、優先審査の対象に指定した。2021年、武田薬品工業株式会社はFDAよりマリバビルの製造販売承認を取得した。マリバビルはその後、カナダ、オーストラリア、EU、中国など世界40以上の国または地域で承認されており、日本では2022年3月に希少疾患用医薬品の指定を受け、2024年6月に製造販売承認を取得した。